# Ортаци
Ортаци је југословенски хумористички филм из 1988. године. Режирао га је Драгослав Лазић, који је и написао сценарио заједно са Радомиром Смиљанићем и Родољубом Степановићем.